# Czesław Kiszczak
Czesław Jan Kiszczak (Roczyny perto de Bielsko-Biała, 19 de outubro de 1925 — Varsóvia, 5 de novembro de 2015) foi um militar e político polonês, chefe do Serviço de inteligência e ministro do Interior entre 1981 e 1983, durante os anos em que foi introduzida na Polônia a lei marcial, e primeiro-ministro da Polônia entre 2 de agosto e 19 de agosto de 1989.